# Amriswil
Amriswil es una ciudad y comuna suiza del cantón de Turgovia, situada en el distrito de Arbon. Limita al norte con las comunas de Sommeri y Hefenhofen, al este con Salmsach y Egnach, al sur con Muolen (SG) y Zihlschlacht-Sitterdorf, y al oeste con Erlen.
Hasta el 31 de diciembre de 2010 situada en el distrito de Bischofszell.

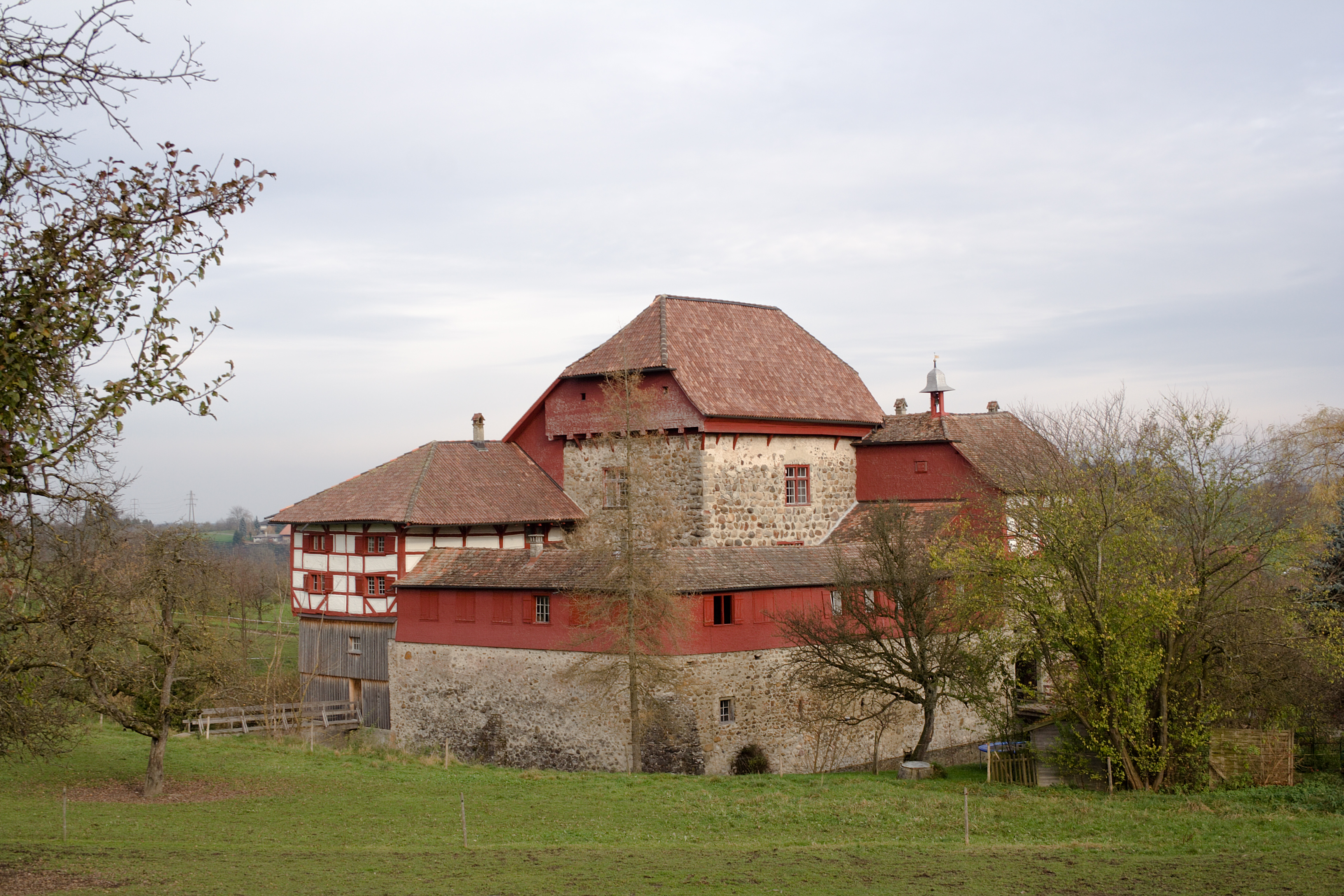
Castillo de Hagenwil, Amriswil.

## Transportes
Ferrocarril
Cuenta con una estación ferroviaria en la que efectúan parada trenes de larga distancia y de cercanías pertenecientes a las redes S-Bahn Zúrich y S-Bahn San Galo, permitiéndole unas buenas comunicaciones ferroviarias con las comunas cercanas y también con algunas de las principales ciudades suizas.
También existe la estación de Oberaach que se encuentra en la localidad homónima, donde a diferencia de la estación de Amriswil, solo paran los trenes de cercanías de S-Bahn Zúrich y S-Bahn San Galo.